# Ignacy Czerwiński
Ignacy Czerwiński (ur. 24 kwietnia 1902 w Ozorkowie, zm. 14 stycznia 1972) – polski działacz partyjny i państwowy, inżynier, podsekretarz stanu w Ministerstwie Przemysłu Maszynowego (1956–1957) i Ministerstwie Przemysłu Ciężkiego (1957–1960) prezes Urzędu Patentowego (1963–1968).

## Życiorys
Syn Józefa i Zuzanny z Ressów, wnuk Antoniego Czerwińskiego, weterana powstania styczniowego. W 1920 jako ochotnik 203 Pułku Ułanów wziął udział w wojnie polsko-bolszewickiej. W 1922 ukończył Wyższą Szkołę Realną w Łęczycy, odbył też szkolenie wojskowe w Szkole Podchorążych Rezerwy w Śremie oraz praktyki w zakładach Schneider-Creusot we Francji oraz Škoda w Pilznie. Został absolwentem Wydziału Mechanicznego Politechniki Warszawskiej, od 1930 do 1933 był na niej starszym asystentem. Równocześnie pracował w Centralnym Laboratorium Państwowej Wytwórni Uzbrojenia w Warszawie, następnie od 1932 do 1937 w Zbrojowni Warszawskiej m.in. jako szef wydziału celowników. Od 1937 zatrudniony w Starachowickich Zakładach Górniczych jako wiceszef działu armatniego i szef kontroli produkcji. We wrześniu 1939 po ewakuacji trafił do Warszawy, gdzie podjął pracę w fabryce „Compensator”. Walczył w powstaniu warszawskim pod pseudonimem „Andrzej” w ramach podobwodu Armii Krajowej „Sławbor” (dowodził 2. kompanią batalionu „Iwo” w randze porucznika). Trafił do niewoli niemieckiej w Stalagu X B.
W grudniu 1945 powrócił do Polski, w 1946 rozpoczął pracę jako dyrektor techniczny Zjednoczenia Przemysłu Motoryzacyjnego, a potem dyrektor naczelny podległej mu Fabryki Maszyn K.d.K. Ochsner i syn. W 1948 objął stanowisko dyrektora naczelnego nowo utworzonego Zjednoczenia Zakładów Rowerowych w Bydgoszczy, w 1949 został dyrektorem technicznym  Dyrekcji Przemysłu Motoryzacyjnego. Następnie dyrektor inwestycyjny w Centralnym Zarządzie Przemysłu Maszynowego (1949–1951) oraz kolejno główny inżynier, p.o. dyrektora i dyrektor naczelny Centralnego Zarządu Przemysłu Urządzeń Mechanicznych (1951–1956).
Od 1948 członek Polskiej Partii Robotniczej, następnie w szeregach Polskiej Zjednoczonej Partii Robotniczej. Zajmował stanowisko podsekretarza stanu w Ministerstwie Przemysłu Motoryzacyjnego (październik 1956 – marzec 1957) oraz Ministerstwie Przemysłu Ciężkiego (marzec 1957 – maj 1960), następnie zastępcy przewodniczącego Komitetu do Spraw Techniki (maj 1960 – czerwiec 1963) i prezesa Urzędu Patentowego PRL (wrzesień 1963 – styczeń 1968).
Pochowany na Cmentarzu Wojskowym na Powązkach.